# Šmihel (Pivka, Slovenija)
Šmihel je naselje u slovenskoj Općini Pivki. Šmihel se nalazi u pokrajini Notranjskoj i statističkoj regiji Notranjsko-kraškoj. 

## Stanovništvo
Prema popisu stanovništva iz 2002. godine naselje je imalo 117 stanovnika.